# Baroldmühle
Baroldmühle (sorb. Baroldowy młyn), gelegentlich auch nur Barold oder auch Bahroldmühle ist ein Wohnplatz im Ortsteil Doberburg der amtsangehörigen Stadt Lieberose im Landkreis Dahme-Spreewald (Brandenburg). Wahrscheinlich stand hier bereits Ende des Mittelalters eine Wassermühle am Baroldschen Mühlenfließ, bei der später eine Försterei angesiedelt wurde.

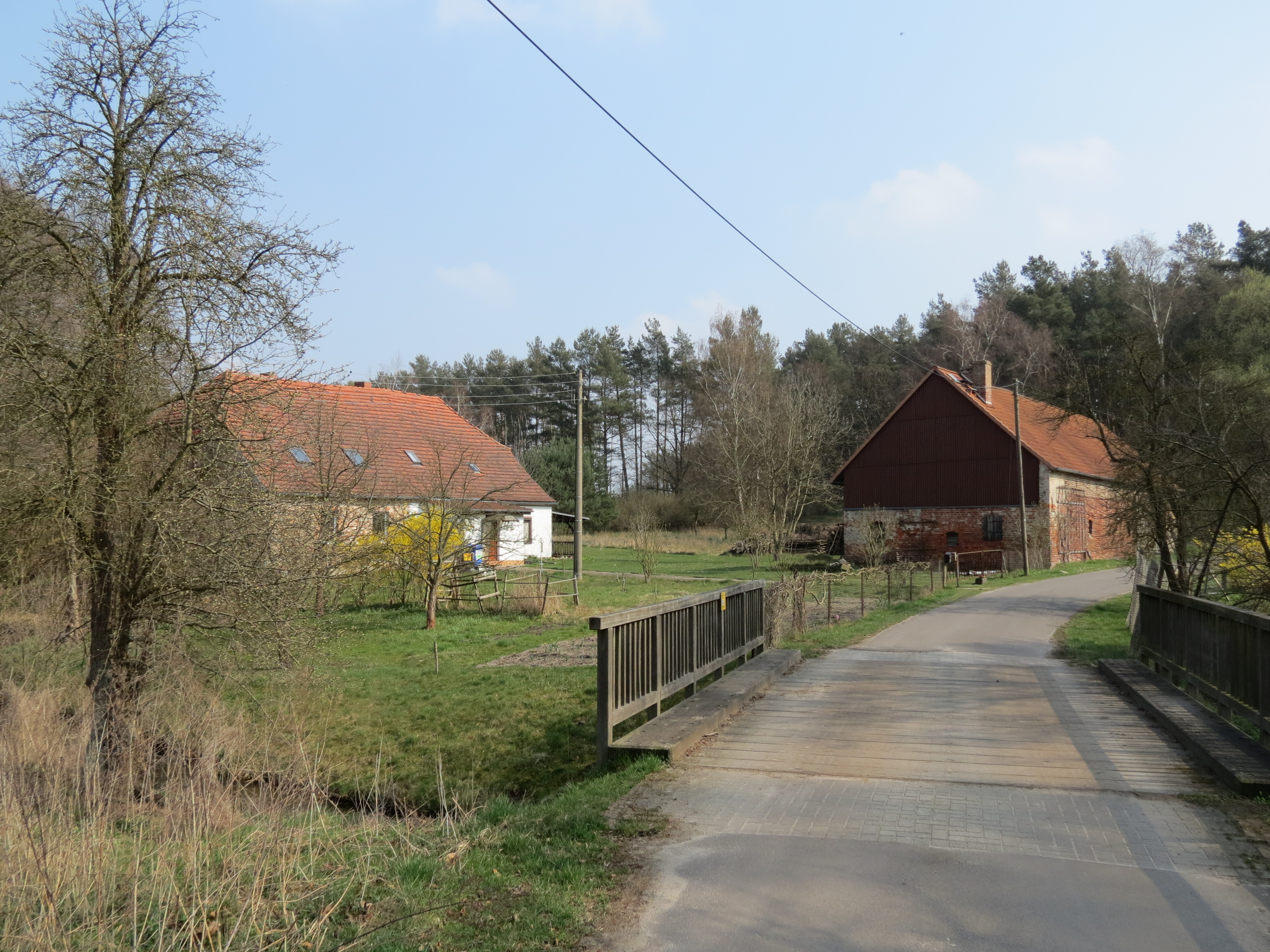
Östlicher Teil des Wohnplatzes, Blick von Westen nach Osten, links das Mühlengebäude von 1841

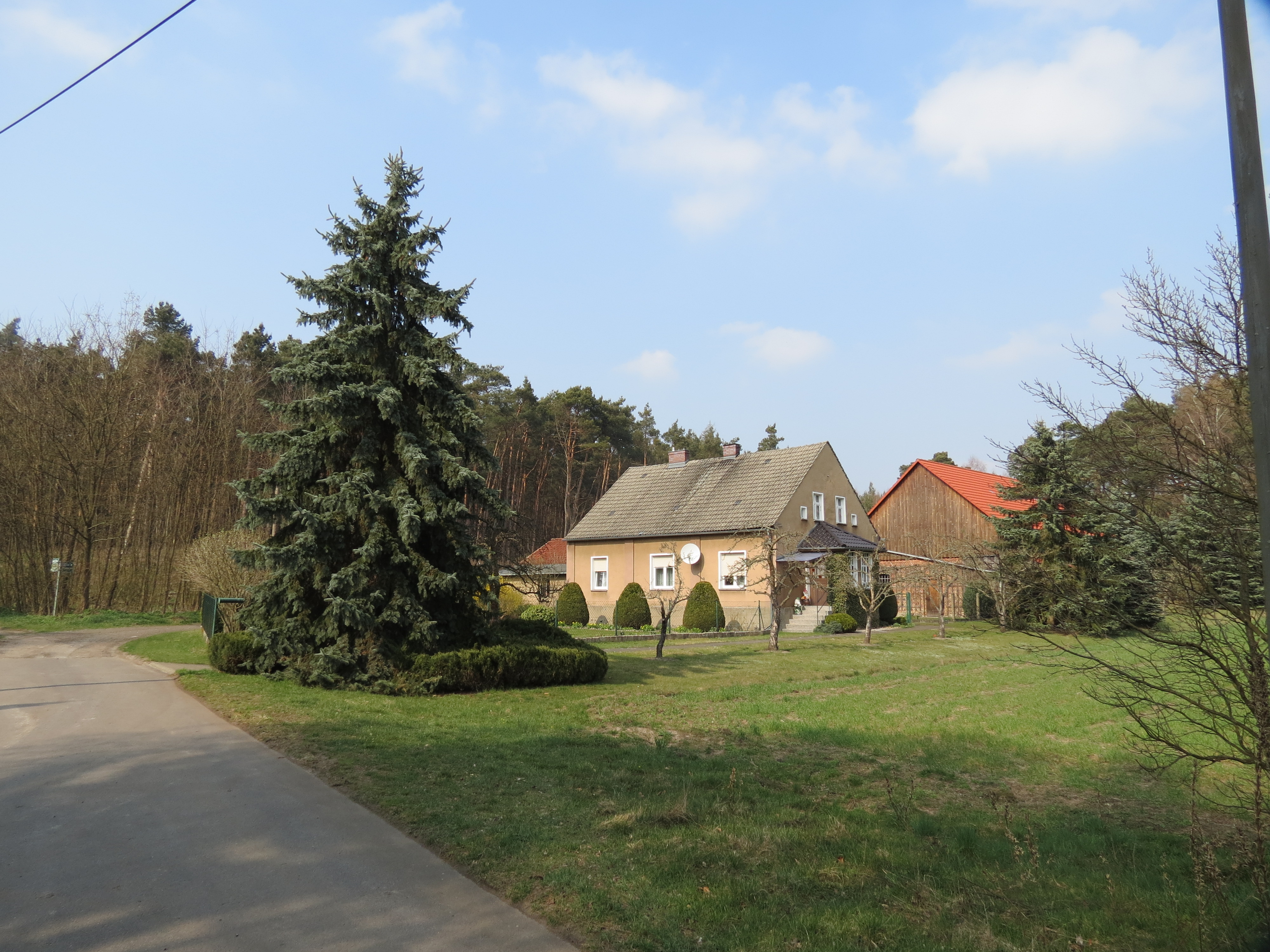
Westlicher Teil des Wohnplatzes, Blick von Osten nach Westen

## Geographische Lage
Baroldmühle liegt am Barolder Fließ, auch Barolder Mühlenfließ genannt, etwa 1 km südwestlich vom Ortskern von Doberburg. Der Wohnplatz ist über eine kleine Straße, die von der K6105 (Doberburg-Lieberose) abzweigt, zu erreichen. Die Straße endet dort.

## Geschichte
Die Baroldmühle wurde (wahrscheinlich) schon 1519 erstmals genannt, wenn man die wüste (Barische?) Mühle mit der Baroldmühle identifiziert. In der Schmettau’schen Karte von 1767/87 ist sie als Barollsche Mühle verzeichnet. 1820 wird die Baroldmühle als Wassermühle und Försterei beschrieben. Der Wohnplatz bestand damals aus drei Häusern, in denen 22 Menschen wohnten. 1841 wurde die Baroldmühle teils massiv, teils in Fachwerk neu erbaut. 1844 gab es am Wohnplatz Baroldmühle vier Wohngebäude (Wassermühle und Försterwohnung) und 30 Einwohner. Für 1846 werden fünf Häuser und 28 Einwohner genannt. 1858 sind es weiterhin fünf Häuser, aber schon 46 Einwohner. 1864 war die Baroldmühle eine Mahl- und Schneidemühle. Für 1912 werden 26 Einwohner genannt.

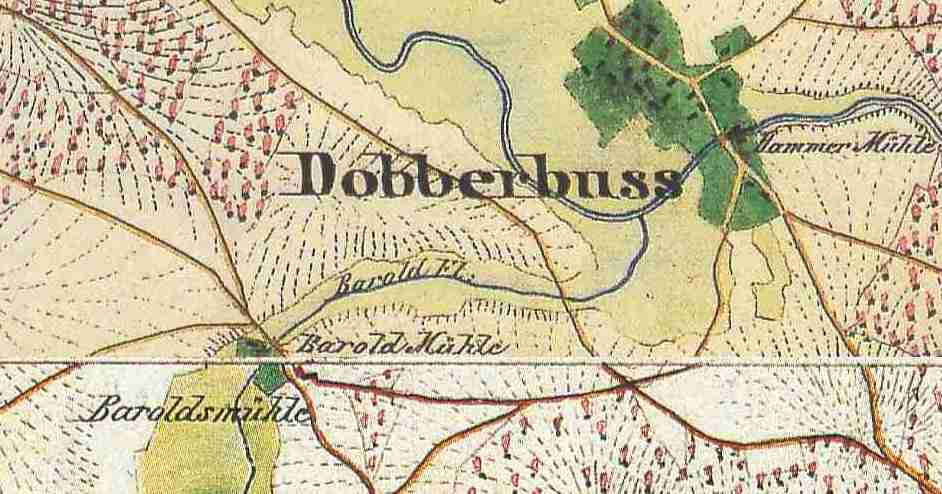
Baroldmühle auf dem Urmesstischblatt von 1846. Kombinierte Ausschnitte aus den Urmesstischblättern Trebatsch 3951 und Lieberose 4051

## Zugehörigkeit
Baroldmühle ist heute ein Wohnplatz im Ortsteil Doberburg der Stadt Lieberose. Er gehörte schon im 18. Jahrhundert zum Ort Dobberbus, der 1937 in Doberburg umbenannt wurde, und war somit Bestandteil der Standesherrschaft Lieberose. Doberburg wurde 2003 in die Stadt Lieberose eingemeindet und ist seither ein Ortsteil der Stadt Lieberose. Die Stadt Lieberose wird vom Amt Lieberose/Oberspreewald verwaltet und ist Amtssitz.